# Корнинг (Канзас)
Корнинг (енгл. Corning) град је у америчкој савезној држави Канзас.

## Демографија
По попису из 2010. године број становника је 157, што је 13 (-7,6%) становника мање него 2000. године.
| Група             | 2000.       | 2010.       |
| Белци             | 164 (96,5%) | 149 (94,9%) |
| Афроамериканци    | 0 (0,0%)    | 0 (0,0%)    |
| Азијати           | 0 (0,0%)    | 0 (0,0%)    |
| Хиспаноамериканци | 1 (0,6%)    | 2 (1,3%)    |
| Укупно            | 170         | 157         |